# Krimse Socialistische Sovjetrepubliek
De Krimse Socialistische Sovjetrepubliek (Russisch: Крымская Социалистическая Советская Республика; Krimskaja Socialistitsjeskaja Sovjetskaja Respoeblika, Krim-Tataars: Qırım Şuralar Sotsialistik Cumhuriyeti) was een republiek die een bondgenootschap had met de Russische Socialistische Federatieve Sovjetrepubliek op de Krim in 1919 tijdens de Russische Burgeroorlog. Het was een bolsjewistische republiek en de hoofdstad was Simferopol.
In april 1919 vielen de bolsjewieken de Krim voor de tweede keer  binnen. De eerste keer was maart 1918 en dat leidde tot het oprichten van de Taurida Socialistische Sovjetrepubliek. Na de invasie van de Krim met uitzondering van het schiereiland Kertsj door het Derde Rode Leger, werd er tijdens een congres van de Krimse regionale partij in Simferopol op 28 en 29 april een resolutie aangenomen waarmee de Krimse Socialistische Sovjetrepubliek en een revolutionaire regering werden opgericht.
Op 30 april hadden de bolsjewieken het hele schiereiland veroverd. Op 5 mei was de regering geformeerd met Dmitri Iljitsj Oeljanov, de broer van Vladimir Lenin als voorzitter. Op 1 juni werd de Krimse SSR, samen met de Oekraïense Socialistische Sovjetrepubliek, de Litouws-Wit-Russische Socialistische Sovjetrepubliek en de Letse Socialistische Sovjetrepubliek een onderdeel van de Sovjet-Unie
De republiek was uitgeroepen als een nationale eenheid gebaseerd op de gelijkheid van alle nationaliteiten. De eerste maatregelen waren nationalisatie van de industrie en collectivisatie van de grond van de grondbezitters (koelakken) en de kerk. De Krimse SSR hield meer rekening met de belangen van de Krim-Tataren dan in de Taurida SSR het geval was; linkse Tataren werd toegestaan posities in de regering in te nemen.
In mei dreigde de leider van het Vrijwilligersleger van de Witten, Anton Denikin, die sterker geworden was, de Krim in te nemen. Op 18 juni landden de Witte troepen onder leiding van Jakob Slasjtsjov in de regio Koktebel. De autoriteiten van de Krimse SSR verlieten de Krim tussen 23 en 26 juni en de Witten namen de controle over het gebied over. De Krim kreeg geen eigen bestuur tot de vorming van het gouvernement Zuid-Rusland van de Witten in februari 1920.